# Straßenbahn Kaohsiung

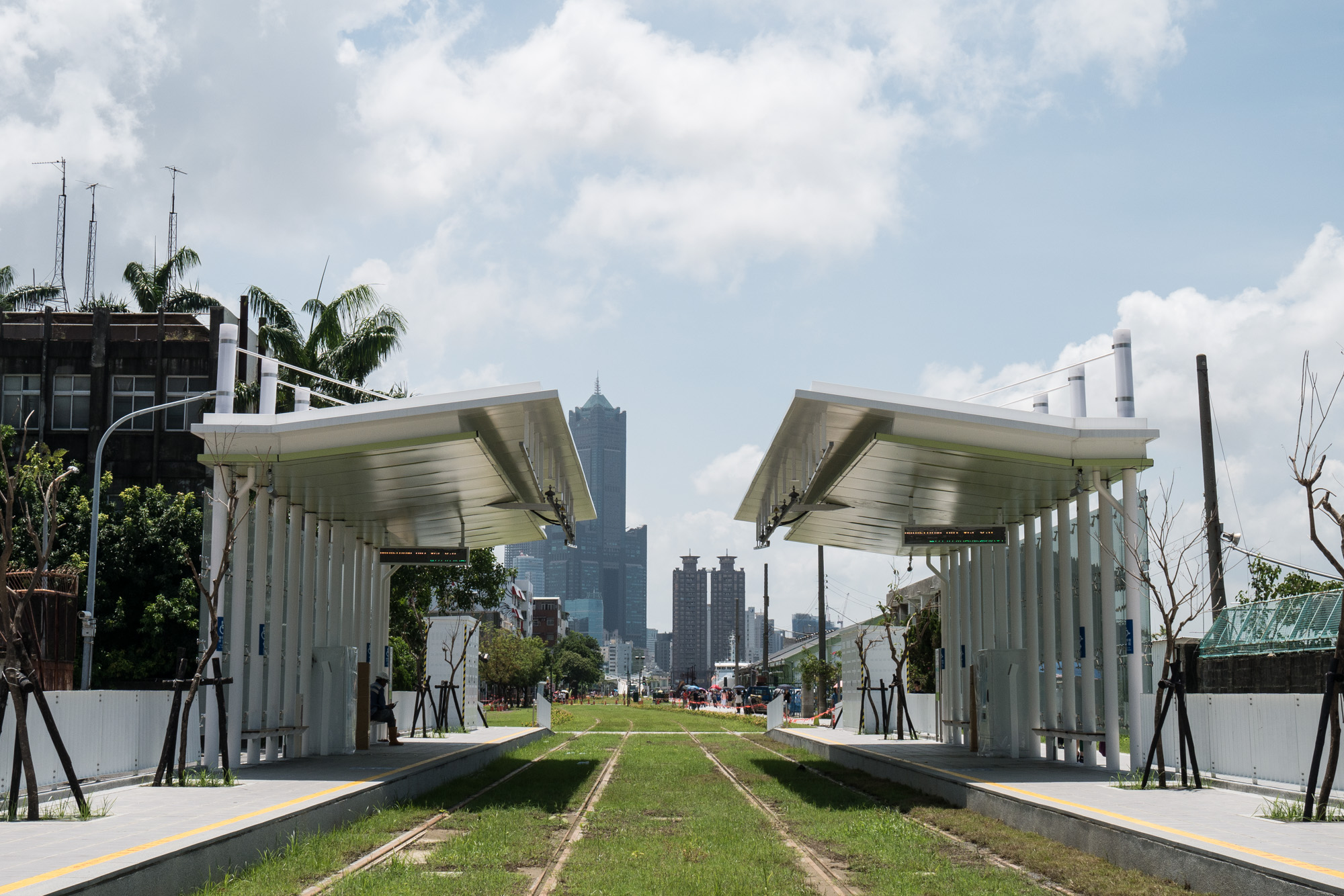
Haltestelle Penglai Pier-2 (C13) mit in die Bahnsteigüberdachung integrierten kurzen Stromschienenoberleitungen

Die Straßenbahn Kaohsiung, Kaohsiung Light Rail oder Stadtbahn Kaohsiung ist das am 16. Oktober 2015 eröffnete Straßenbahnsystem der taiwanischen Stadt Kaohsiung. Es besteht aus einer einzelnen unverzweigten Strecke, die am 1. Januar 2024 zu einem 22,1 Kilometer langen Ring vervollständigt wurde. Eine Oberleitung ist nur an den Haltestellen in Form einer Stromschienenoberleitung installiert. Dort werden die in den Fahrzeugen eingebauten Energiespeicher aufgeladen. Die Haltestellen sind mit einem vorangestellten C durchnummeriert von C1 bis C37 zuzüglich einer Haltestelle C21a. Die Strecke verläuft größtenteils ebenerdig auf besonderem Bahnkörper mit Rasengleis.

## Geschichte

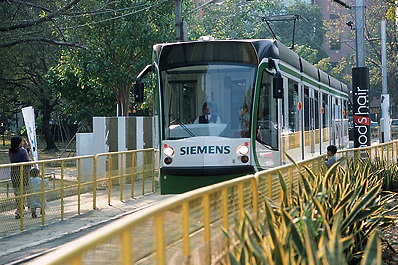
Combino Advanced im Central Park (2004)

Bevor die Umsetzung der Straßenbahn 2013 begonnen wurde, war sie bereits über viele Jahre projektiert. Bereits 2004 wurde ein Straßenbahnfahrzeug des Typs Combino Advanced von Siemens auf einer Strecke im Central Park präsentiert. Es handelte sich dabei um einen Wagen der Straßenbahn Melbourne in der fünfteiligen Variante (Klasse D2).
Das Projekt wurde in zwei Phasen I und II aufgeteilt, deren Eröffnung jeweils in mehreren Abschnitten erfolgte. Phase I umfasst die Haltestellen C1 bis C14 im südwestlichen Teil des Rings. Sie verläuft teilweise auf der Trasse einer früheren kapspurigen Eisenbahnstrecke, der Kaohsiung Harbour Line. In Phase I entstanden Umsteigemöglichkeiten zur U-Bahn Kaohsiung an der Haltestelle Cianjhen Star (C3) zur roten Linie und an der Haltestelle Hamasen (C14) zur orangen Linie. In Phase II kam eine weitere Umsteigemöglichkeit zur roten Linie an der Haltestelle Heart of Love River (C24) hinzu. Außerdem kreuzt die Stadtbahn zwischen den Haltestellen Kaisyuan Park (C32) und St. Joseph Hospital (C31) noch einmal die orange Linie, dort jedoch ohne direkte Umsteigemöglichkeit. An den Haltestellen Gushan (C18), Museum of Fine Arts TRA Station (C20) und Science & Technology Museum (C30) gibt es Umsteigemöglichkeiten zur Eisenbahn.
| Phase | Datum              | Abschnitt                                                            | Länge  |
| ----- | ------------------ | -------------------------------------------------------------------- | ------ |
| I     | 16. Oktober 2015   | Lizihnei (C1) – Kaisyuan Jhonghua (C4)                               |        |
| I     | 26. Juni 2016      | Kaisyuan Jhonghua (C4) – Kaohsiung Exhibition Center (C8)            |        |
| I     | 30. Juni 2017      | Kaohsiung Exhibition Center (C8) – Dayi Pier-2 (C12)                 |        |
| I     | 26. September 2017 | Dayi Pier-2 (C12) – Hamasen (C14)                                    |        |
| II    | 12. Januar 2021    | Hamasen (C14) – Gushan District Office (C17)                         | 4,1 km |
| II    | 12. Januar 2021    | Lizihnei (C1) – Kaisyuan Park (C32)                                  | 4,1 km |
| II    | 16. Dezember 2021  | Gushan District Office (C17) – Museum of Fine Arts TRA Station (C20) | 1,8 km |
| II    | 5. Oktober 2022    | Museum of Fine Arts TRA Station (C20) – Heart of Love River (C24)    | 2,4 km |
| II    | 1. Januar 2024     | Heart of Love River (C24) – Kaisyuan Park (C32)                      | 4,9 km |

## Fahrzeuge

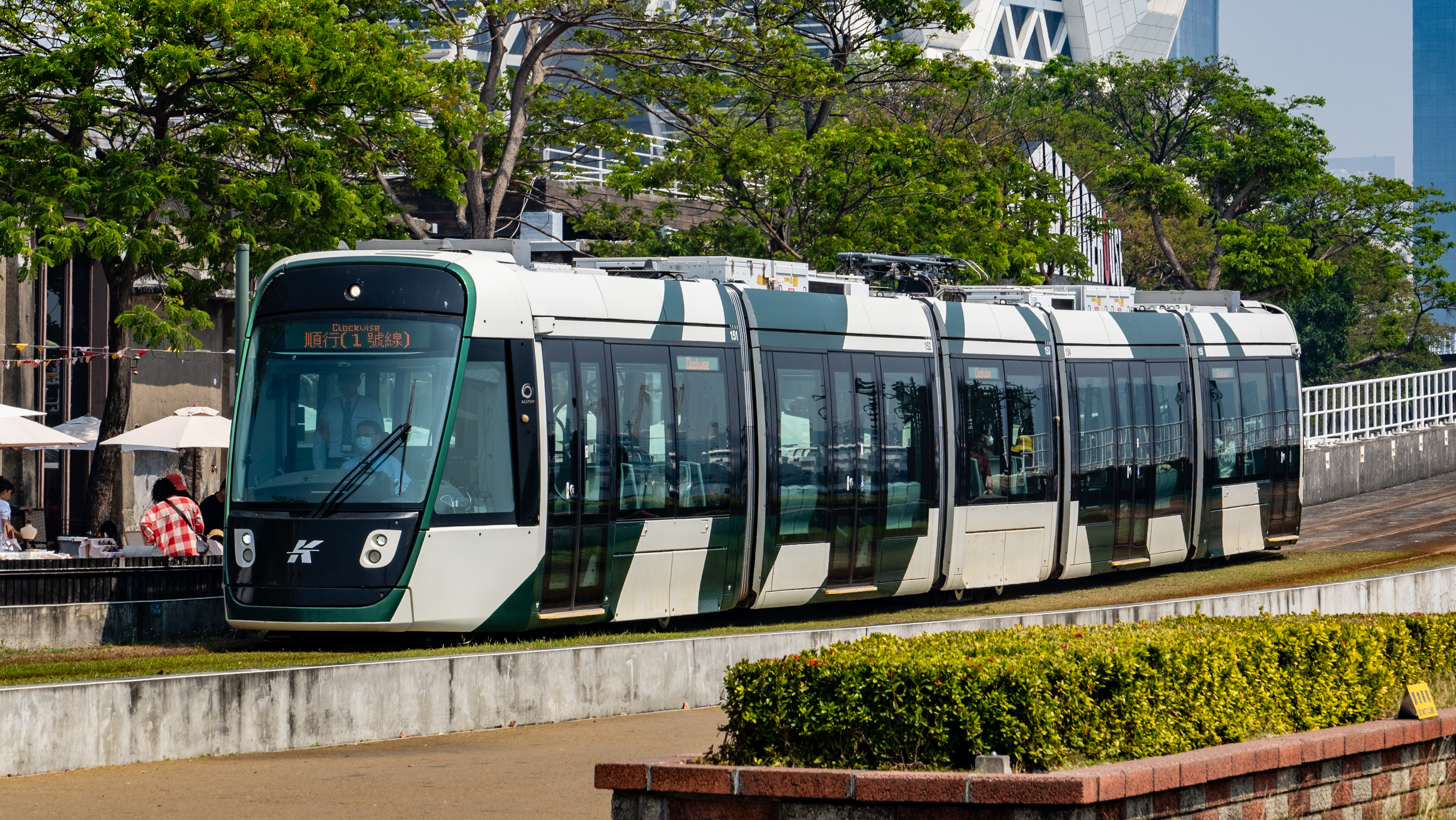
Fahrzeug des Typs Citadis 305

Es werden fünfteilige Niederflur-Multigelenkwagen eingesetzt, die als Zweirichtungswagen ausgestattet sind. Für Phase I wurden neun Fahrzeuge des Typs Urbos 100 von Construcciones y Auxiliar de Ferrocarriles beschafft. Zur Deckung des Mehrbedarfs der Phase II wurden im Januar 2017 15 Fahrzeuge des Typs Citadis 305 bei Alstom bestellt. Es wurde jeweils eine Konfiguration mit Doppeltüren an den Enden und mittigen Doppeltüren in den fahrwerkslosen Mittelteilen gewählt. Bei den Urbos 100 werden Superkondensatoren als Energiespeicher verwendet.